# Пожарники (организованная преступная группировка)
Пожарники — мощная ОПГ, действовавшая с 1994 по 2003 год в Ангарске и Иркутске.

## Создание ОПГ
В 1990-х годах в Ангарске действовал ряд преступных группировок, самыми сильными из которых были «Квартальские», «Дроби», «Казино», «95 квартал» и группировка Этигада Рзаева. Время от времени между ОПГ происходили криминальные конфликты за сферы влияния.
Группировка была создана в 1993—1994 годах боевиком одной из криминальных ОПГ Сергеем Петуховым по кличке «Пеца». Он сблизился с известным в городе криминальным авторитетом по кличке «Кеня», что впоследствии привело к объединению его подчинённых и подчинённых Алексея Бердуто в одну группировку. Кеня вскоре был убит, и Бердуто стал единственным лидером ОПГ. «Пожарники» получили своё название из-за того, что местом сбора и тренировок участников ОПГ был спортзал пожарной части Ангарска. Кроме того, в банду входили бывшие сотрудники государственной противопожарной службы. По требованию Бердуто молодые люди, составляющие костяк группировки, поголовно занимались спортом. Кроме того, главарь запрещал своим подчинённым пьянствовать и употреблять наркотики.

## Деятельность ОПГ
«Пожарники» в начале своей деятельности занималась «крышеванием», масштабными хищениями с нефтехимического комбината и нелегальным оборотом золота. Это приносило бандитам немалый доход. Для хищения металла и нефти с Ангарского нефтехимического комбината они разрабатывали сложные схемы, вербовали работников комбината, а тех, кто не хотел работать на них, избивали и калечили.
Одной из жертв бандитов стал охранник Георгий Ткачёв. Зная, что автомобиль с ворованным металлом принадлежит бандитам, он не открыл ворота и сорвал реализацию плана. Узнав об этом, Бердуто приказал своим подопечным Максиму Фролову и Ивану Трошкину отомстить охраннику. «Пожарники» напали на Ткачёва и избили его железными трубами. Ткачёв выжил, но в результате избиения стал инвалидом.
Похожим методом бандиты расправились и с сотрудником таможенной службы Игорем Чесноковым. Его также избили железной трубой, и в результате полученных травм он скончался.
«Пожарники» были хорошо вооружёны и экипированы современной техникой, предназначенной для скрытого наблюдения. В качестве устрашения коммерсантов, которым они пытались навязать свою «крышу», бандиты поджигали их киоски или дома. А когда трое ангарских бизнесменов отказались платить дань бандитам, те узнали, где живут коммерсанты, и бросили им в окно гранату. Бизнесмены остались живы, но их дальнейший бизнес на подконтрольной «пожарникам» территории пришлось свернуть.
В числе известных преступлений ОПГ были убийства криминальных авторитетов Дмитрия Коковина и Александра Новикова, которые стояли на пути к власти «пожарников» в криминальном мире; убийство директора оптовых рынков «Байкальский» и «Южный» Алексея Алексеева; покушение на убийство лидера конкурентной ОПГ; покушение на убийство предпринимателя Эдуарда Кирса.

## Деятельность ОПГ в Иркутске
В период расцвета в ОПГ входило около 40 человек. В 2000 году Бердуто сблизился с иркутским криминальным авторитетом Кавериным, который занимался хищением ГСМ и контролировал нелегальные поставки золота из Бодайбо. Бандиты обеспечили Каверину силовую поддержку, потому что у него не было боевиков такого уровня, как «пожарники». Именно Каверин познакомил Бердуто с лидером Братской ОПГ и «положенцем» города Иркутска Вячеславом Гамерником. В начале 2000-х «пожарники» вошли в состав Братской ОПГ (крупного организованного преступного сообщества, которое базировалось в Иркутской области, но действовало практически на всей территории России вплоть до Москвы. По сути, «пожарники» стали боевым крылом Братской ОПГ). Таким образом, была создана многоуровневая организация, занявшая главенствующее положение в криминальном мире Приангарья.
У Бердуто были серьёзные покровители не только в Иркутске, но и в Москве. В начале 2000-х годов ОПГ стала действовать в Иркутске. Первое время «пожарники» «работали» под покровительством Каверина, который предоставил им свою защиту, подсказывал, какие объекты можно взять под свой контроль и сводил с нужными людьми.
Через какое-то время Каверин был убит в Москве. В то же время в Москве находился и Бердуто, который жил в той же гостинице, что и Каверин. Существует версия, что именно Бердуто приказал убить своего покровителя, чтобы взять под свой контроль те сферы, которыми владел Каверин.
«Пожарники» в Иркутске создали группу киллеров. Однажды Бердуто приказал им убить иркутского предпринимателя Олега Шаповалова, который отказался платить бандитам дань. Киллеры Игорь Федотов и Игорь Шерстобитов в течение нескольких дней следили за Шаповаловым. Было установлено, что бизнесмен каждое утро отвозит своего сына в школу. Бердуто решил, что убивать бизнесмена нужно в подъезде, и приказал киллерам убить Шаповалова вместе с сыном.
Всего же от рук бандитов в Ангарске и в Иркутске пострадали десятки человек.

## Аресты, следствие и суд
В группировку был внедрён оперативный работник, которому удалось собрать доказательства вины бандитов. В 2003 году Бердуто и ещё шестеро участников ОПГ были арестованы. У бандитов были изъяты десятки единиц оружия, в том числе и автоматического, множество боеприпасов, гранат и взрывчатки.
В мае 2005 года следственная группа областной прокуратуры завершила производство по делу «пожарников» и направила в суд 53 тома вместе с обвинительным заключением. Алексею Бердуто и его подчинённым вменялись 13 особо тяжких и тяжких преступлений — убийств, покушений, нападений с причинением серьёзного вреда здоровью потерпевших в составе банды и организованного преступного сообщества с пятиуровневой структурой.
Был задержан один из активных участников ОПГ Пётр Лункин, которому удалось поначалу скрыться от полиции. В отношении него дело было выделено в отдельное производство. В декабре 2009 Иркутский областной суд приговорил Петра Лункина за совершённые в составе криминального сообщества «Пожарники» преступления к 22 годам лишения свободы в колонии строгого режима.
В феврале 2010 года Иркутский областной суд признал Алексея Бердуто виновным в бандитизме, создании организованного преступного сообщества с пятиуровневой структурой и приговорил его к пожизненному заключению. Александр Котов был приговорён к 22 годам заключения в колонии строгого режима, Алексей Козырев — к 20 годам, Андрей Фомин — к 18 годам, Андрей Суворов — к 15 годам. Николай Молев был признан виновным в умышленном причинении вреда здоровью средней тяжести, приговорён к 4 годам лишения свободы и освобождён от уголовного преследования за истечением сроков давности. Бандит Ермолаев не дожил до суда — он совершил самоубийство, находясь в СИЗО. Бывшего киллера Федотова, сотрудничавшего со следствием, приговорили к минимальному сроку — 12 годам заключения. Всего же удалось доказать 12 убийств, совершённых бандитами.
Со времени вынесения приговора пятеро участников ОПГ, в том числе один из её лидеров Олег Захаров, продолжали находиться в розыске. Определив местоположение Захарова, сотрудники полиции установили за ним наблюдение. В июле 2011 года полицейские заблокировали квартиру, где находился бандит. Захаров выпрыгнул с балкона второго этажа и попытался бежать, но был задержан. Позже он был приговорён к 7 годам заключения.
В июле 2013 года участник ОПГ Игорь Какоуров по прозвищу «Кокаин», более 10 лет находившийся в бегах, был приговорён к 12 годам заключения. На суде он через представителей СМИ обратился к троим находившимся в розыске участникам ОПГ с призывом сдаться:
Обращаюсь к вам, Левченко Алексей, Мотрёненко Александр и Шипуля Сергей. Нужно просто найти в себе мужество прийти, получить положенный срок, раскаяться и начать новую жизнь